# Kıreli, Hüyük
Kıreli là một thị trấn thuộc huyện Hüyük, tỉnh Konya, Thổ Nhĩ Kỳ. Dân số thời điểm năm 2011 là 2.129 người.